# Mitiya
Mitiya, es una llanura en la zona sureste de la ciudad de Argel; Argelia, a unos 10 km de la costa. La misma posee una superficie de 1.400 km².
La llanura es producto de terreno aluvional marino, y posee intercaladas varias zonas pantanosas, 

## Colonización y explotación
Durante la ocupación colonial francesa, en la zona llegaron a asentarse hasta 40 000 granjeros que se dedicaban a la agricultura. Especialmente se desarrolló el cultivo de cítricos y viñedos. Posteriormente, al independizarse Argelia las vides fueron removidas y se promovió la forestación y la cría de ganado especialmente lechero.
A causa de su proximidad con la ciudad de Argel, Mitiya ha sufrido el impacto demográfico asociado y el desarrollo industrial en las poblaciones de Boufarick, Dar el-Beïda, El-Affroun o Rouïba. Transformándose en un suburbio de Argel.